# Christine Stigter
Christine Stigter (ca. 1943) is een Nederlands politicus van de PvdA. Van 1994 tot 2005 was zij burgemeester van Winterswijk.

## Biografie
Christine Stigter was lid van Provinciale Staten van Gelderland (1983 tot 1994) en als lid van het college van Gedeputeerde Staten van Gelderland (1986 tot 1994). Zij vervulde diverse functies zoals: lid van de Landelijke Stuurgroep Bedrijfsterreinen, lid van het landelijk voorzittersoverleg van BodemSanering Bedrijfsterreinen (BSB) en lid van de Bestuurlijke Adviesgroep Langdurige Opslag Kolenreststoffen (BAG/LOKO). Ook was zij actief voor de Stichting Het Geldersch Landschap. Christine Stigter was van 1994 tot maart 2005 burgemeester van Winterswijk. Sinds haar pensionering zet zij zich in voor het Gemeenschapsfonds Winterswijk.